# Scopula honshuensis
Scopula honshuensis är en fjärilsart som beskrevs av Inoue 1982. Scopula honshuensis ingår i släktet Scopula och familjen mätare. Inga underarter finns listade.